# Plecia duplicis
Plecia duplicis är en tvåvingeart som beskrevs av Hardy 1968. Plecia duplicis ingår i släktet Plecia och familjen hårmyggor. Inga underarter finns listade i Catalogue of Life.